# Don Michael Paul
Pour les articles homonymes, voir Paul (patronyme).
Don Michael Paul, né le 17 avril 1963 à Newport Beach, est un acteur, réalisateur, producteur et scénariste américain. Il a principalement mis en scène des suites de films sorties en direct-to-video.

## Biographie
Donald Michael Paul nait le 17 avril 1963 à Newport Beach en Californie. Il étudie à l'université d'État de Californie à Fullerton où il obtient un baccalauréat universitaire en arts du théâtre.
Après avoir joué au théâtre, il fait ses débuts à l'écran en 1983 dans un épisode de la série télévisée 1983 : Trauma Center diffusée sur ABC. Un an plus tard, il débute au cinéma dans Lovelines de Rodney Amateau. Dès lors, il alterne les petits rôles au cinéma et à la télévision.
Il passe ensuite à l'écriture en signant le scénario du long métrage Harley Davidson et l'Homme aux santiags (Harley Davidson and the Marlboro Man) de Simon Wincer, avec Mickey Rourke et Don Johnson, qui sort en 1991.
Entre 1992 et 1993, il tient l'un des rôles principaux de la série Les Trois As (The Hat Squad) créée par Stephen J. Cannell. Malheureusement, la série ne connaît que 13 épisodes. Il apparait ensuite dans Models Inc. (1994-1995), une série du même univers que Beverly Hills 90210 et Melrose Place.
Il fait ses premiers pas de réalisateur en dirigeant un épisode de la série Le Rebelle en 1996, série dans laquelle il avait tenu un petit rôle deux ans plus tôt. Toujours en 1996, il réalise des épisodes de Pacific Blue et Les Dessous de Palm Beach.
Mission Alcatraz, son premier long comme réalisateur, sort en salles 2002. Dans ce film carcéral, il dirige notamment Steven Seagal, Morris Chestnut et le rappeur Ja Rule. Le film est majoritairement mal accueilli par la critique et ne fonctionne pas au box-office,. Le film connaîtra cependant une suite, Mission Alcatraz 2, sortie en vidéo en 2007.

## Filmographie
Sauf indication contraire, les informations mentionnées dans cette section peuvent être confirmées par la base de données cinématographiques IMDb,  présente dans la section « Liens externes ».

### Réalisateur

#### Cinéma
- 2002 : Mission Alcatraz (Half Past Dead)
- 2006 : The Garden
- 2007 : Who's Your Caddy?
- 2013 : Company of Heroes
- 2014 : Jarhead 2 (Jarhead 2: Field of Fire)
- 2014 : Sniper 5 : L'Héritage (Sniper: Legacy)
- 2015 : Tremors 5: Bloodlines
- 2016 : Un flic à la maternelle 2 (Kindergarten Cop 2)
- 2016 : Sniper: Ghost Shooter
- 2018 : Tremors: A Cold Day in Hell
- 2018 : Death Race: Anarchy (Death Race: Beyond Anarchy)
- 2018 : Le Roi Scorpion : Le Livre des âmes (The Scorpion King: Book of Souls)
- 2019 : Jarhead: Law of Return
- 2020 : Bulletproof 2
- 2020 : Tremors: Shrieker Island

#### Télévision
- 1996 : Le Rebelle (Renegade) - 1 épisode
- 1996 : Pacific Blue - 1 épisode
- 1996 : Les Dessous de Palm Beach (Silk Stalkings) - 2 épisodes
- 2012 : Lake Placid: The Final Chapter
- 2013 : Taken : À la recherche de Sophie Parker (Taken: The Search for Sophie Parker)
- prochainement : Tremors: Island Fury

### Scénariste
- 1991 : Harley Davidson et l'Homme aux santiags (Harley Davidson and the Marlboro Man) de Simon Wincer (également coproducteur)
- 1998 : Les Dessous de Palm Beach (Silk Stalkings) - 1 épisode
- 1999 : The Disciples (téléfilm) de Kirk Wong
- 2000 : Les Sept Mercenaires (The Magnificent Seven) (série télévisée) - 1 épisode
- 2002 : Mission Alcatraz (Half Past Dead) de lui-même
- 2007 : Who's Your Caddy? de lui-même
- 2014 : Sniper 5 : L'Héritage (Sniper: Legacy) de lui-même
- 2016 : Opération Valkyrie : La Peur au ventre (Beyond Valkyrie: Dawn of the 4th Reich) de Claudio Fäh
- 2018 : Death Race: Anarchy (Death Race: Beyond Anarchy) de lui-même
- 2019 : Jarhead: Law of Return de lui-même
- 2020 : Bulletproof 2 de lui-même
- prochainement : Tremors: Island Fury (téléfilm) de lui-même

### Acteur
- 1983 : Trauma Center (série télévisée) - 1 épisode :
- 1984 : Lovelines de Rodney Amateau : Jeff
- 1985 : The Best Times (série télévisée) - 1 épisode : Luke Malloy
- 1985 : CBS Schoolbreak Special (série télévisée) - 1 épisode : Adam Tarcher
- 1986 : Campus (en) (Dangerously Close) d'Albert Pyun : Ripper
- 1986 : The Brotherhood of Justice (téléfilm) de Charles Braverman : Collin
- 1987 : Winners Take All de Fritz Kiersch : Rick Melon
- 1987 : Le Trésor de San Lucas (Down Twisted) d'Albert Pyun : un mécanicien (non crédité)
- 1987 : Les Roues de la mort (Rolling Vengeance) de Steven Hilliard Stern : Joey Rosso
- 1988 : J.J. Starbuck (série télévisée) - 1 épisode :
- 1988 : Aloha Summer de Tommy Lee Wallace : Chuck
- 1988 : Alien from L.A. d'Albert Pyun : Robbie
- 1989 : L'Étranger du froid (Winter People) de Ted Kotcheff : le jeune Wright
- 1989 : Les années copain (Heart of Dixie) de Martin Davidson : Boots Claibourne
- 1991 : Rich Girl de Joel Bender : Rick
- 1993 : Robot Wars d'Albert Band : Marion Drake
- 1992-1993 : Les Trois As (The Hat Squad) (série TV) - 13 épisodes : Buddy
- 1993 : Brisco County (The Adventures of Brisco County Jr.) (série TV) - 1 épisode : Juno Dawkins
- 1994 : Le Rebelle (Renegade) (série TV) - 1 épisode : le sergent Carrick O'Quinn
- 1994 : Visions de meurtre (Search for Grace) (TV) de Sam Pillsbury : Dave / Sam
- 1994-1995 : Models Inc. (série TV) - 17 épisodes : Craig Bodi
- 1997 : Pacific Blue - 1 épisode : Roger « Connection » Jackson
- 2000 : Celebrity (TV) de David Carson : Craig
- 2001 : The Beast (série TV) - 1 épisode : Peter Daschle
- 2001 : La Vie avant tout (Strong Medicine) (série TV) - 4 épisodes : Harry Burr
- 2002 : Dead Above Ground de Chuck Bowman : Bradley
- 2002 : Mission Alcatraz (Half Past Dead) de lui-même : le capitaine du SWAT (non crédité)
- 2003 : Les Experts : Miami (CSI: Miami) (série TV) - 1 épisode : Mason Shaw
- 2005 : The Island de Michael Bay : un homme au bar
- 2005 : Les Experts (CSI: Crime Scene Investigation) (série TV) - 1 épisode : Mark Horvatin Sr.
- 2009 : You de Melora Hardin : Jack
- 2013 : Tornado apocalypse (Jet Stream) (TV) de Jeffery Scott Lando : le major Shaw

### Autres
- 1989 : Cyborg d'Albert Pyun (assistant montage son)
- 2011 : Seven Days in Utopia de Matt Russell (réalisateur de la seconde équipe)